# Diözesanmuseum Rzeszów
Das Diözesanmuseum Rzeszów ist eine kirchlich-kulturelle Einrichtung in Rzeszów, Woiwodschaft Karpatenvorland. Das 1998 gegründete Diözesanmuseum ist eines der jüngsten Diözesanmuseen in Polen.
Die Sammlung wurde dem Museum von der Kathedrale von Rzeszów und anderen kirchlichen Einrichtungen im Bistum Rzeszów geschenkt. Es befindet sich in der Schlossstraße in der Altstadt von Rzeszów.
Zu den Ausstellungsstücken gehören zahlreiche sakrale Kunstgegenstände und Andenken seit dem 14. Jahrhundert bis zur Moderne.